# Wijnbouw in Brazilië

De provincie Rio Grande do Sul waar de meeste wijnbouw plaatsvindt.

Wijnbouw in Brazilië is mogelijk ofschoon het land merendeel in de tropen ligt en er daardoor niet erg geschikt hiervoor lijkt. Het is er vrij heet en vochtig. In de zuidelijke Braziliaanse provincie Rio Grande do Sul, is het wat koeler en het landschap heuvel- en bergachtig.
Hier, het verst van de evenaar - dicht bij de Argentijnse en Uruguayaanse grens - is veel areaal met druivenstokken beplant. Met name in de regio Serra Gaúcha. Slechts een deel hiervan doet dienst als wijngaard met de bedoeling wijn te maken. De meeste druiven in Brazilië worden verkocht als tafeldruif. Brazilië is mondiaal gezien een klein wijnbouwland.

## Geschiedenis
Er zijn door de eeuwen heen meerdere pogingen ondernomen om Europese wijnstokken in Brazilië te introduceren. De eerste werd uitgevoerd door de Portugezen. In 1532 plantte zij de druif in de staat São Paulo. In 1626 brachten Jezuïeten Spaanse wijnstokken naar Rio Grande do Sul en 18e-eeuwse kolonisten van de Azoren brachten planten mee vanuit Madeira.
Na 1840 werd er voor het eerst succes geboekt met de aanplant van de hybride-druif Isabella bij de zuidkust van Rio Grande. In de jaren na 1870 werd de wijnmakerij meer en meer gevestigd. Het waren voornamelijk Italiaanse immigranten die zich hiermee bezighielden. Zodoende werd later ook de druif Tannat toegevoegd.
Vanaf de jaren 80 van de 20e eeuw begon men met kwaliteitswijnbouw door te investeren in oenologie en moderne apparatuur.
Vanaf 1995 doet het land ook mee met wijnconcoursen. Daar worden al vele nominaties gehaald en prijzen gewonnen.

## Wijnregio’s

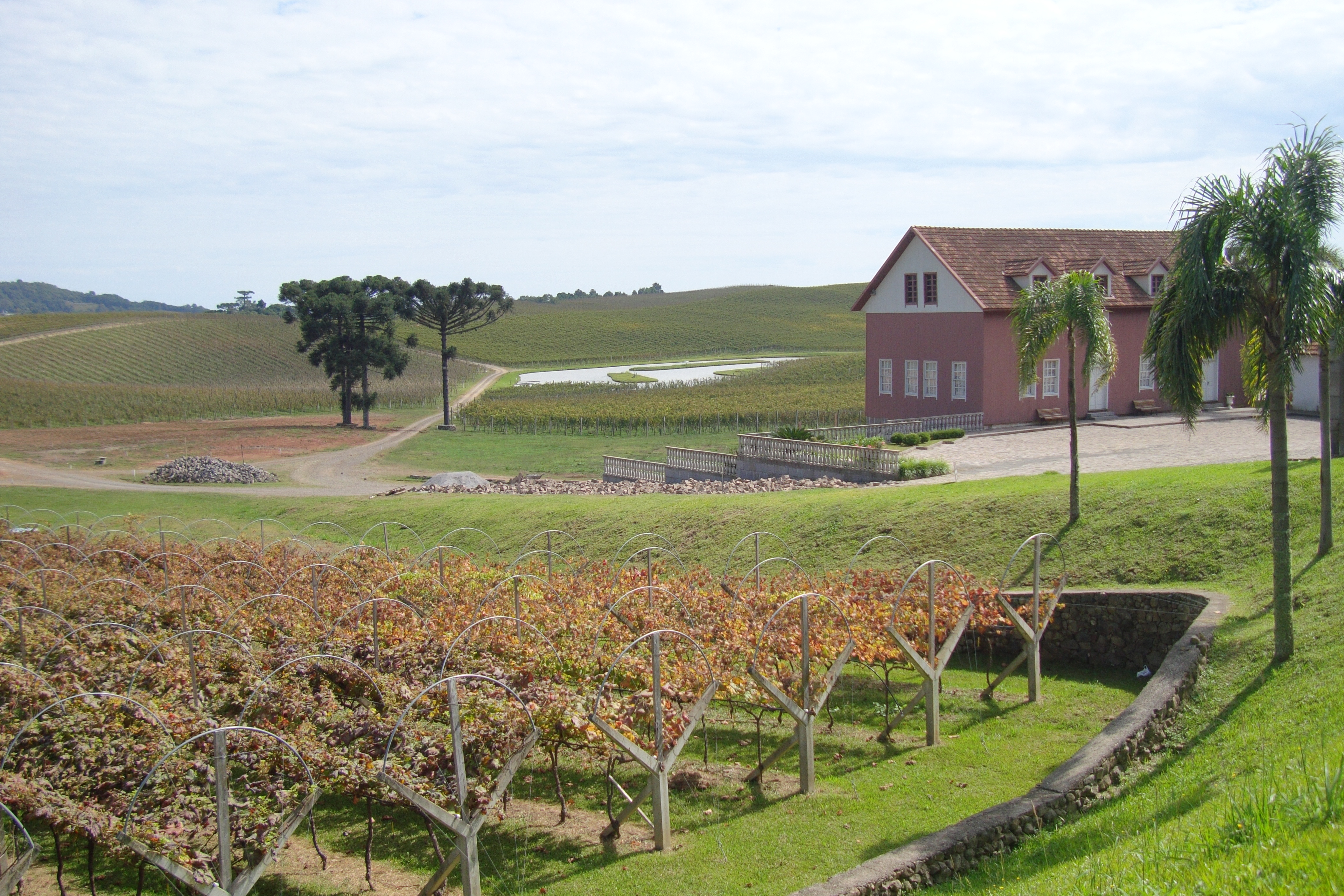
Wijngaard nabij Flores da Cunha in Rio Grande do Sul.

De provincie Rio Grande do Sul. Al meer dan 100 jaar wordt hier wijn gemaakt. Zoals in de meeste wijnbouwgebieden heerst er een gematigd klimaat met zonnige zomers en voldoende regen. De wijngaarden liggen op heuvels tot 600 meter hoogte. De bodem is weinig vruchtbaar en bestaat uit basalt en kalksteen. 
- Serra Gaúcha in het noordoosten van de provincie - Het belangrijkste wijngebied is het Vale dos Vinhedos, het zogenaamde ‘wijndal’.
- Serra do Sudoeste - ligt in het oosten van de provincie, iets zuidwestelijk van de Serra Gaúcha.
- Sudoeste Rio-Grandense in het zuiden nabij de stad Santana do Livramento en de grens van Uruguay.

Voorts zijn er nog kleine wijnregio’s in de provincies,
- Santa Catarina
- São Paulo

## Druiven
De betere wijn - de Vinho fino - komt van de Europese druivenstok Vitis vinifera. In 2014 was het aandeel van deze edele druif 10.000 hectare van de in totaal 89.000 hectare. Amerikaanse hybride-rassen de overige 79.000 hectare, omdat deze het zo goed onder de Braziliaanse condities doen.
De met de hand geplukte druiven zijn Gamay Noir, Chardonnay, Cabernet sauvignon, Sauvignon blanc, Sémillon, Merlot, Alicante Bouschet, Riesling, Gewürztraminer, Trebbiano, Glera (sinds 2010 zo genoemd ter vervanging van Prosecco-druif), Tannat en verder veel Muskaatdruif-soorten. Ten slotte nog de Isabella die ook voor mousserende wijn gebruikt wordt.
Brazilië is aangesloten bij de Internationale Organisatie voor Wijnbouw en Wijnbereiding.